# Francis Leavenworth
Francis Preserved Leavenworth (né le 3 septembre 1858 à Mount Vernon dans l'Indiana ; mort le 12 novembre 1928 ; appelé également Frank Leavenworth) était un astronome américain. Il découvrit de nombreux objets du New General Catalogue avec Frank Müller et Ormond Stone. Ils utilisaient une lunette astronomique de 66 cm d'ouverture à l'observatoire Leander McCormick de l'université de Virginie à Charlottesville.